# إتش هوستون ميريت
إتش هوستون ميريت (بالإنجليزية: Hiram Houston Merritt)‏ هو طبيب أعصاب وعالم أعصاب أمريكي، ولد في 2 يناير 1902 في ويلمينغتون في الولايات المتحدة، وتوفي في 9 يناير 1979 في بوسطن في الولايات المتحدة.